# Federico di Pettorano
Federico di Pettorano (1212 – 1240) è stato un nobile italiano, signore di Pettorano, figlio naturale dell'imperatore Federico II di Svevia.

## Biografia

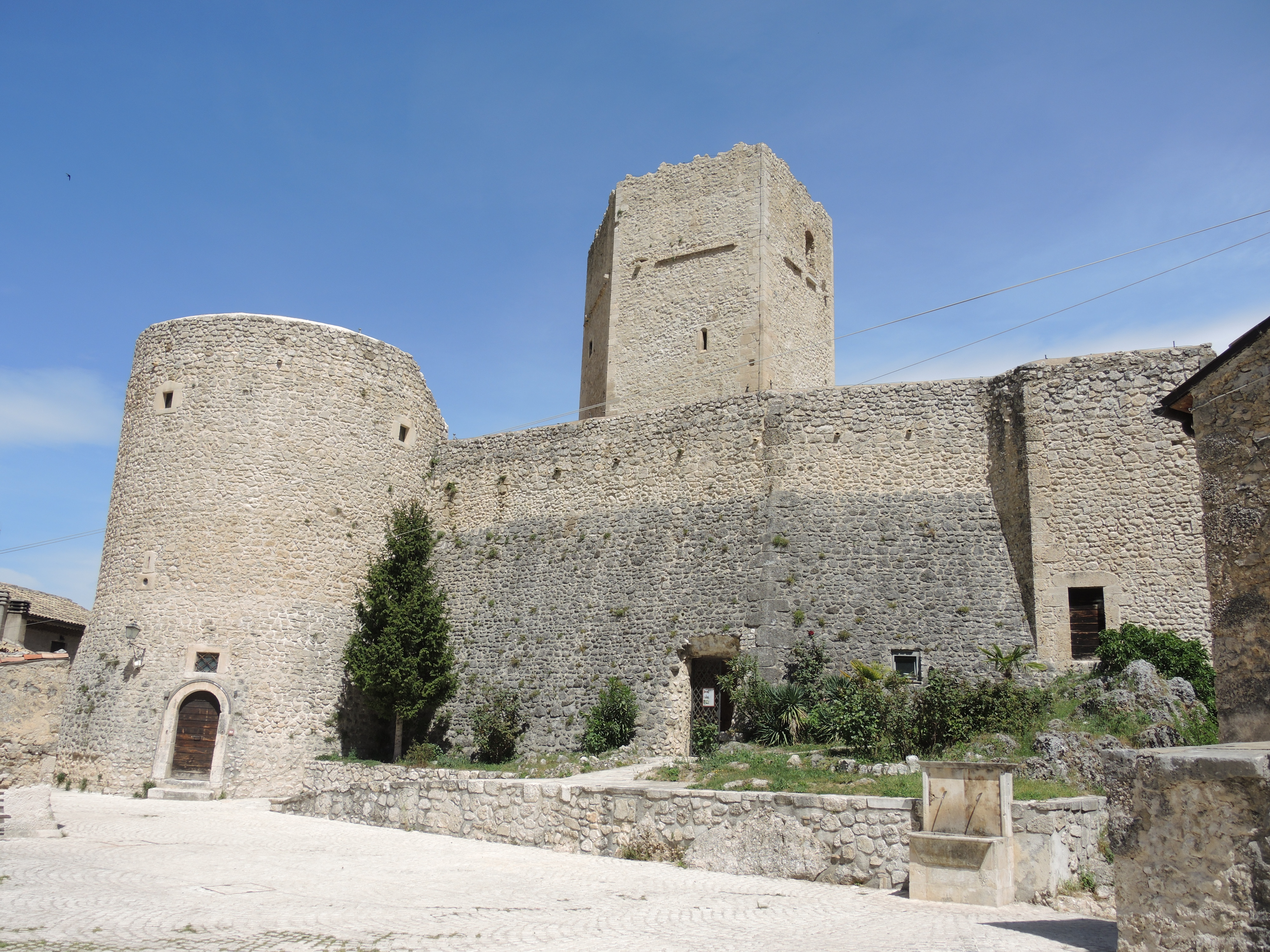
Il castello Cantelmo di Pettorano sul Gizio, posseduto ed abitato da Federico, che dal feudo trasse il cognome

Primo figlio naturale dell'imperatore Federico II di Svevia, della casata degli Hohenstaufen, da non confondersi con Federico di Antiochia, Federico di Pettorano nacque nel 1212 da una relazione adulterina del padre con una donna di alto rango, il cui nome è ignoto, discendente da un'antica famiglia comitale normanna. Trascurato dal padre, dal quale ottenne come modesto appannaggio solo il castello di Pettorano (per far sì che controllasse meglio il territorio circostante), situato nelle vicinanze del fiume Gizio, presso Sulmona, da cui trasse il cognome, sembra che abbia preso parte ad una congiura nei suoi confronti, ma l'avverarsi di tale avvenimento non è ufficialmente comprovato. Fu menzionato per l'ultima volta alla corte del re Ferdinando III di Castiglia, marito di sua cugina Beatrice di Svevia, dove si spense nel 1240.

## Ascendenza
|                       |   |                       | Genitori                |  |  | Nonni |  |  | Bisnonni            |  |  | Trisnonni          |  |
|                       |   |                       |                         |  |  |       |  |  | Federico Barbarossa |  |  | Federico di Svevia |  |
|                       |   |                       |                         |  |  |       |  |  | Federico Barbarossa |  |  | Federico di Svevia |  |
|                       |   | Giuditta di Baviera   |                         |  |  |       |  |  | Federico Barbarossa |  |  |                    |  |
| Enrico VI di Svevia   |   |                       |                         |  |  |       |  |  | Federico Barbarossa |  |  |                    |  |
|                       |   | Beatrice di Borgogna  | Rinaldo III di Borgogna |  |  |       |  |  |                     |  |  |                    |  |
|                       |   | Beatrice di Borgogna  | Rinaldo III di Borgogna |  |  |       |  |  |                     |  |  |                    |  |
|                       |   | Beatrice di Borgogna  | Agata di Lorena         |  |  |       |  |  |                     |  |  |                    |  |
| Federico II di Svevia |   | Beatrice di Borgogna  |                         |  |  |       |  |  |                     |  |  |                    |  |
|                       |   | Ruggero II di Sicilia | Ruggero I di Sicilia    |  |  |       |  |  |                     |  |  |                    |  |
|                       |   | Ruggero II di Sicilia | Ruggero I di Sicilia    |  |  |       |  |  |                     |  |  |                    |  |
|                       |   | Ruggero II di Sicilia | Adelasia del Vasto      |  |  |       |  |  |                     |  |  |                    |  |
| Costanza d'Altavilla  |   | Ruggero II di Sicilia |                         |  |  |       |  |  |                     |  |  |                    |  |
|                       |   | Beatrice di Rethel    | Gunther di Rethel       |  |  |       |  |  |                     |  |  |                    |  |
|                       |   | Beatrice di Rethel    | Gunther di Rethel       |  |  |       |  |  |                     |  |  |                    |  |
|                       |   | Beatrice di Rethel    | Beatrice di Namur       |  |  |       |  |  |                     |  |  |                    |  |
| Federico di Pettorano |   | Beatrice di Rethel    |                         |  |  |       |  |  |                     |  |  |                    |  |
|                       | ? | ?                     |                         |  |  |       |  |  |                     |  |  |                    |  |
|                       | ? | ?                     |                         |  |  |       |  |  |                     |  |  |                    |  |
|                       | ? | ?                     |                         |  |  |       |  |  |                     |  |  |                    |  |
| ?                     | ? |                       |                         |  |  |       |  |  |                     |  |  |                    |  |
|                       |   | ?                     | ?                       |  |  |       |  |  |                     |  |  |                    |  |
|                       |   | ?                     | ?                       |  |  |       |  |  |                     |  |  |                    |  |
|                       |   | ?                     | ?                       |  |  |       |  |  |                     |  |  |                    |  |
| ?                     |   | ?                     |                         |  |  |       |  |  |                     |  |  |                    |  |
|                       |   | ?                     | ?                       |  |  |       |  |  |                     |  |  |                    |  |
|                       |   | ?                     | ?                       |  |  |       |  |  |                     |  |  |                    |  |
|                       |   | ?                     | ?                       |  |  |       |  |  |                     |  |  |                    |  |
| ?                     |   | ?                     |                         |  |  |       |  |  |                     |  |  |                    |  |
|                       |   | ?                     | ?                       |  |  |       |  |  |                     |  |  |                    |  |
|                       |   | ?                     | ?                       |  |  |       |  |  |                     |  |  |                    |  |
|                       |   | ?                     | ?                       |  |  |       |  |  |                     |  |  |                    |  |
|                       |   | ?                     |                         |  |  |       |  |  |                     |  |  |                    |  |